# Sanayea (distrito)

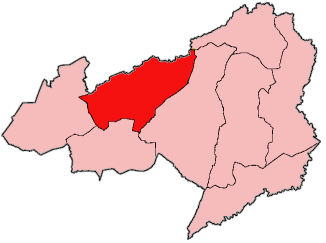
Localização de Sanayea no condado de Bong

Sanayea é um dos oito distritos localizado no condado de Bong, Libéria.